# Asan Kumbang
Asan Kumbang is een bestuurslaag in het regentschap Pidie Jaya van de provincie Atjeh, Indonesië. Asan Kumbang telt 355 inwoners (volkstelling 2010).